# 回龙山水电站 (桓仁)
回龙山水电站位于中国辽宁省桓仁满族自治县向阳乡回龙山村，是浑江下流梯级开发中的第二个水电站。工程于1969年5月10日开工，1974年9月竣工。坝址以上控制流域面积12500平方千米，总库容1.23亿立方米，混凝土重力坝最大坝高33.5米，坝长280米，坝顶高程225米。电站厂房在地下70余米深处，装机容量7.2万kW，年均发电量2.06亿kW·h。电站由国电电力发展股份有限公司的全资企业国电电力和禹水电开发公司经营管理。